# Seznam tramvajových linek v Olomouci

schéma tramvajových linek MHD Olomouc, bezvýlukový stav 2023

Toto je seznam linek tramvajové dopravy v Olomouci.

## Uspořádání sítě
V Olomouci je v bezvýlukovém stavu celkem 7 tramvajových linek označené čísly 1–7, které vycházejí od terminálu MHD u hlavního nádraží v Nových Hodolanech, z toho 6 linek je ukončeno v přilehlém obratišti Fibichova, pouze linka 4 zajíždí až za železniční trať do Pavloviček. Do centra města vedou dvě tratě, které jsou rozlišovány i na čelních transparentech tramvají: část linek (2, 3, 4, 6) jede přes centrum, část linek (1, 5, 7) kratší trasou přes třídu Kosmonautů (tato trať byla otevřena roku 1997). Z oblasti centra pak jede do každého ze tří směrů dvojice, resp. trojice linek: linky 2 a 7 do Neředína, linky 1, 4 a 6 na Novou Ulici (linka 6 je v podstatě zkrácenou posilovou variantou linky 4 a jezdí pouze ve špičkách pracovních dnů) a linky 3 a 5 na Nové Sady (zastávka U Kapličky). Linky jezdící přes Tržnici (mimo linku 3) ukončují provoz dříve (linky 1 a 7 končí kolem 20 až 21 hodin, jediná linka, která jezdí přes třídu Kosmonautů po 21. hodině je linka 5, ta končí provoz kolem 23. hodiny. Po půlnoci tramvajové linky nejsou v provozu, většinu tramvajové sítě obsluhují okružní noční autobusové linky č. 50, 51 a 52.
Naprostá většina zastávek je na linkách zřízena párově (obousměrně), výjimkou je zastávka Pavlovická (pouze směr z centra) a zastávka Fibichova, která je linkou č. 4 obsluhována pouze ve směru z centra. Zastávky na znamení se v olomoucké tramvajové síti nepoužívají. V blízkosti zastávek Palackého a Náměstí Hrdinů se na zatahovací trati v Sokolské ulici nachází pár občasných zastávek Sokolská. Na konci třídy Kosmonautů v blízkosti bývalé železniční polikliniky se nachází ostrůvky občasných zastávek Kosmonautů, které se využívají pouze při výlukách a odklonech, kdy je nutné, aby byla tramvajová doprava vedena mimo přednádražní prostor.

## Historie linkového vedení
K zásadní přeložce tramvajové trati přes centrum města došlo v říjnu 1954. V roce 1974, kdy ještě neexistovalo přímé propojení mezi hlavním nádražím a tržnicí, jezdily linky 4, 5 a 6 z Pavloviček, linky 1, 2 a 3 se k nim připojily na Fibichově ulici. Linky 2 a 5 jely na Neředín, linky 1 a 4 na Novou Ulici a linky 3 a 6 k Tržnici. V roce 1988 bylo linkové vedení shodné, pouze linka 6 již neexistovala a linky 4 a 5 byly v provozu i v noci (noční provoz byl po 14 letech obnoven 1. listopadu 1981). V roce 1997 byla otevřena přímá trať od Hlavního nádraží k Tržnici, což vedlo k zásadním změnám linkového vedení, 29. listopadu 2013 byla zprovozněna nová trať od Tržnice na Trnkovu, kvůli čemuž byly zavedeny dvě nové linky. Provoz linky 3 na nové trase Fibichova–Trnkova (ve dvojnásobném intervalu) byl zahájen 29. listopadu 2013 odpoledne, provoz linky 5 a plný provoz linky 3 byl zahájen 15. prosince 2013. U zastávky Trnkova se tramvaje obracely na kolejovém přejezdu, a to až do prodloužení trati na zastávku U Kapličky, kde obrat probíhá shodně. Z tohoto důvodu jsou na tyto linky nasazovány obousměrné soupravy.

## Změny zastávek
- zastávka U Dómu není v přehledu z roku 1988 uvedena, v roce 1974 je v této oblasti uvedena zastávka s názvem Hotel Palác[1]
- Mořické nám. (doloženo 1974, uvedena pouze u některých linek) → Prior (doloženo 1988, v roce 2012 jednosměrná)[1] → U Sv. Mořice, 1. července 2012[3]
- Koruna (jednosměrná) → U Sv. Mořice, 1. července 2012[3] (rok zřízení nebo pojmenování zastávky Koruna neznámý, v přehledech za roky 1974 a 1988 se tento název nevyskytuje)
- Nám. Národních hrdinů (v ul. Palackého, doloženo k 1988))[1] → Palackého
- Nám. Národních hrdinů (na tř. Svobody, doloženo k 1988)[1] → Náměstí Hrdinů (náměstí však stále nese název Národních hrdinů)
- Nádraží Olomouc-město (doloženo k 1988)[1] → Nádraží město
- Foersterova (doloženo 1974) → Foerstrova (doloženo 1988) → Pražská [1]
- zastávka U Kovárny není v přehledu z roku 1988 uvedena, v roce 1974 je v této oblasti uvedena zastávka Samoobsluha[1]
- Ústřední hřbitovy (doloženo 1974) → Ústřední hřbitov (doloženo 1988) → Hřbitovy[1]
- Krematorium (doloženo 1974) → Neředín (doloženo 1988) → Neředín, krematorium[1]
- Smetanovy sady (doloženo k 1988)[1] → Flora → Výstaviště Flora
- Nám. ČSLA (doloženo k 1988)[1] → Wolkerova
- mezi lety 1974 a 1988 byla zrušena zastávka Dětská klinika (přeložka trati v létě 1981)[1]
- Fibichova ulice (doloženo k 1988)[1] → Fibichova
- Železárny Petra Bezruče – Nové divadlo – Rejskova (doloženo k 1988) → Fibichova – Aut. nádraží podchod – Hodolanská – Husův sbor
- Pavlovičky pila → Pavlovická, prosinec 2011[4] Zastávka Pavlovičky pila není v přehledu z roku 1988 uvedena.[1]
- úsek se zastávkami Vejdovského a Envelopa byl uveden do provozu 25. dubna 1997 [1], ve stejném roce doplněny chybějící oblouky křižovatky Náměstí Hrdinů ve směru od Neředína na třídu Svobody umožňující provoz tramvají v relaci Neředín – Tržnice
- v roce 2009 byly na křižovatce u hlavního nádraží v rámci její přestavby doplněny spojovací oblouky třída Kosmonautů – Masarykova třída umožňující vedení tramvají v relaci Vejdovského – U Bystřičky, tj. mimo přednádražní prostor; využívá se při výlukách a odklonech
- úsek se zastávkami Šantovka, V Kotlině a Trnkova byl uveden do provozu 29. listopadu 2013
- úsek se zastávkami Zikova, Rožňavská a U Kapličky byl zprovozněn 1. listopadu 2022

## Linky
| Linka            | Schéma | Trasa | Jízdní doba (min) | Interval (min)                                                          | Poznámky                                                                          |
| ---------------- | --- | --- | ----------------- | ----------------------------------------------------------------------- | --------------------------------------------------------------------------------- |
| 1                | | Fibichova – Hlavní nádraží – Vejdovského – Envelopa – Tržnice – Okresní soud – Výstaviště Flora – Wolkerova – Fakultní nemocnice – Pionýrská – Nová Ulice | 17                | 15                                                                      | provoz končí kolem 21. hodiny, o víkendech provoz začíná až kolem 7. hodiny ranní |
| 2                | | Fibichova – Hlavní nádraží – U Bystřičky – Žižkovo náměstí – U Dómu – Náměstí Republiky – U Sv. Mořice – Palackého – Nádraží město – Šibeník – Pražská – U Kovárny – Hřbitovy – Neředín, krematorium | 19–20             | 15                                                                      | provoz končí po 23. hodině                                                        |
| 3 (pracovní dny) | | Fibichova – Hlavní nádraží – U Bystřičky – Žižkovo náměstí – U Dómu – Náměstí Republiky – U Sv. Mořice – Náměstí Hrdinů – Okresní soud – Tržnice – Šantovka – V Kotlině – Trnkova – Zikova – Rožňavská – U Kapličky                                                                                          | 24–25             | 15                                                                      | cca od 19:30 jezdí jen v úseku Náměstí Hrdinů – U Kapličky                        |
| 3 (ostatní dny)  | Náměstí Hrdinů – Okresní soud – Tržnice – Šantovka – V Kotlině – Trnkova – Zikova – Rožňavská – U Kapličky | 13 | 30                | v zastávce Náměstí Hrdinů na sebe navazuje se spoji linky 4 z/do centra |                                                                                   |
| 4                | | Pavlovičky – Pavlovická (←) – Bělidla – Husův sbor – Hodolanská – Aut. nádraží podchod – Fibichova – Hlavní nádraží – U Bystřičky – Žižkovo náměstí – U Dómu – Náměstí Republiky – U Sv. Mořice – Náměstí Hrdinů – Okresní soud – Výstaviště Flora – Wolkerova – Fakultní nemocnice – Pionýrská – Nová Ulice | 28–29             | 15                                                                      | provoz končí po 23. hodině                                                        |
| 5                | | Fibichova – Hlavní nádraží – Vejdovského – Envelopa – Šantovka – Trnkova – Zikova – Rožňavská – U Kapličky | 14–15             | 30                                                                      | provoz končí po 23. hodině                                                        |
| 6                | | Fibichova – Hlavní nádraží – U Bystřičky – Žižkovo náměstí – U Dómu – Náměstí Republiky – U Sv. Mořice – Náměstí Hrdinů – Okresní soud – Výstaviště Flora – Wolkerova – Fakultní nemocnice – Pionýrská – Nová Ulice                                                                                          | 21                | 15                                                                      | jezdí pouze ve špičkách pracovních dnů (6:00–9:00, 12:00–18:00)                   |
| 7                | | Fibichova – Hlavní nádraží – Vejdovského – Envelopa – Tržnice – Okresní soud – Náměstí Hrdinů – Palackého – Nádraží město – Šibeník – Pražská – U Kovárny – Hřbitovy – Neředín, krematorium | 19–20             | 15                                                                      | provoz končí kolem 20. hodiny, o víkendech provoz začíná až po 7. hodině          |